# Livistona speciosa
Livistona speciosa är en enhjärtbladig växtart som beskrevs av Wilhelm Sulpiz Kurz. Livistona speciosa ingår i släktet Livistona och familjen Arecaceae. Inga underarter finns listade i Catalogue of Life.